# Night of Champions (2013)
Night of Champions (2013) foi um evento em pay-per-view de luta profissional produzido pela WWE, que ocorreu em 15 de setembro de 2013, na Joe Louis Arena em Detroit, Michigan. Esta foi a sétima edição na cronologia do Night of Champions. Como nos anos anteriores, todos os títulos da WWE foram disputados no evento.

## Antes do evento
Night of Champions teve lutas de wrestling profissional de diferentes lutadores com rivalidades e histórias pré-determinadas que se desenvolverão no Raw, SmackDown e Main Event — programas de televisão da WWE, tal como nos programas transmitidos pela internet - Superstars e NXT. Os lutadores interpretarão um vilão ou um mocinho seguindo uma série de eventos para gerar tensão, culminando em várias lutas.
No SummerSlam, Daniel Bryan derrotou John Cena pelo Campeonato da WWE em uma luta com Triple H como árbitro. Após a luta, Triple H, que, até então, mostrava-se favorável a Bryan, o traiu, aplicando-lhe um Pedigree, tornando-se um vilão e permitindo que Randy Orton usasse seu contrato Money in the Bank para derrotar Bryan e conquistar o título. Na noite seguinte, Stephanie McMahon e Triple H ambos anunciaram que a coroação de Orton como campeão se dava por ele ser "o rosto da WWE", diferente de Bryan. Quando Bryan tentou entrar no ringue para discutir com Orton, Stephanie, Triple H e Vince McMahon, foi atacado pelos membros da Shield (Roman Reigns, Seth Rollins e Dean Ambrose). Ao finalmente entrar no ringue, sob zombaria de Triple H, Bryan teve em si um RKO aplicado por Orton. No SmackDown exibido em 23 de agosto, Bryan desafiou Orton para uma revanche pelo título. O campeão aceitou a luta no Night of Champions. Na mesma noite, Orton atacou Bryan após este vencer uma luta em jaula de aço contra Wade Barrett. No Raw, três dias depois, Triple H presenteou Orton com um Cadillac Escalade. Ao insultá-los, Bryan foi punido por Triple H, que o colocou em uma luta contra os membros da Shield. Após Orton derrotar Christian, Bryan apareceu no telão, pichando o novo carro de Orton com "Yes". Bryan venceu sua luta ao derrotar Dean Ambrose e Seth Rollins e Roman Reigns serem desqualificados.
O Campeão Mundial dos Pesos-Pesados, Alberto Del Rio, foi atacado por Rob Van Dam, acompanhado pelo ex-locutor pessoal de Del Rio, Ricardo Rodriguez, no Raw de 19 de agosto. Na semana seguinte, a Gerente geral do SmackDown, Vickie Guerrero, anunciou que Rob Van Dam enfrentaria Del Rio no Raw, e se RVD vencesse, se tornaria o desafiante pelo título de Del Rio no evento. Van Dam venceu a luta, e enfrentará pelo título no Night of Champions.
Em julho, no Money in the Bank, CM Punk estava prestes a vencer a luta Money in the Bank por um contrato por uma luta pelo WWE Championship, quando Paul Heyman o atacou, impedindo que Punk vencesse a luta. No SummerSlam CM Punk enfrentou Brock Lesnar, mas saiu derrotado do combate, mas continuando sua rivalidade com Paul Heyman e Curtis Axel. No dia seguinte ao SummerSlam Axel atacou Punk, e quatro dias depois, no SmackDown, Axel desafiou Punk para uma luta no Raw da semana seguinte. Em 26 de agosto no Raw, a luta entre Punk e Axel teria uma estipulação especial, da qual os fãs votariam, e a mais escolhida foi que se Punk vencesse a luta, Paul Heyamn teria que encarar CM Punk no ringue. Punk venceu, e Heyman tentou fugir mas foi arrastado pelos seguranças ao ringue, mas Axel se recuperou e algemou Punk, permitindo que seu manager pudesse atacar seu rival com um bastão. Após isso, Punk encontrou Brad Maddox nos vestiários, pedindo uma luta contra Paul Heyman no Night of Champions. Maddox aceitou, e ainda colocou Axel na luta, estipulando um luta 2-contra-1  de eliminação, e se Heyman tentar de alguma maneira escapar da luta, Punk nunca mais o verá.
Em 26 de agosto de 2013 no Raw, AJ Lee interrompeu uma celebração de Brie Bella pela sua revanche contra Natalya que contava contra as outras participantes do Total Divas na arena, as ofendendo pela participação no reality show. No Raw de 2 de setembro, AJ Lee interferiu em uma luta entre Natalya, Naomi e Brie Bella para determinar sua oponente pelo Divas Championship no Night of Champions, levando as competidoras a lhe atacar em seguida. Mais tarde naquela noite, Stephanie McMahon anunciou que AJ teria que defender seu título contra Natalya, Naomi e Brie Bella.
Em 10 se setembro, foi anunciado no site da WWE que haverá uma Luta Turmoil de Duplas entre os Prime Time Players, Tons of Funk, The Usos, 3MB e The Real Americans para decidir os desafiantes aos Tag Team Championships, luta que será realizada no Pre-Show do evento. Durante o PPV em si, a luta pelos cinturões de duplas será realizada entre The Shield e os vencedores do Pre-Show.
Na edição de 13 de setembro do SmackDown, foi anunciado que Dean Ambrose defenderá seu United States Championship contra Dolph Ziggler, devido aos encontros anteriores de Ziggler com The Shield.

## Evento
| Papel:              | Nome:                           |
| ------------------- | ------------------------------- |
| Comentaristas       | Michael Cole                    |
| Comentaristas       | Jerry "The King" Lawler         |
| Comentaristas       | John "Bradshaw" Layfield        |
| Comentaristas       | Carlos Cabrera (Espanhol)       |
| Comentaristas       | Marcelo Rodríguez (Espanhol)    |
| Locutores           | Justin Roberts                  |
| Locutores           | Lilian Garcia (SmackDown)       |
| Locutores           | Ricardo Rodriguez (Rob Van Dam) |
| Painel de discussão | Josh Mathews                    |
| Painel de discussão | Santino Marella                 |
| Painel de discussão | Alex Riley                      |
| Painel de discussão | Booker T                        |
| Painel de discussão | Renee Young (Mídias sociais)    |
| Árbitros            | Darrick Moore                   |
| Árbitros            | John Cone                       |
| Árbitros            | Rod Zapata                      |
| Árbitros            | Charles Robinson                |
| Árbitros            | Mike Chioda                     |
| Árbitros            | Chad Patton                     |
| Árbitros            | Scott Armstrong                 |
| Repórter            | Tony Dawson                     |

### Pré-show
O Pre-Show iniciou com a Luta Turmoil de Duplas, entre Prime Time Players, Tons of Funk, The Usos, 3MB e The Real Americans, na qual se iniciou com Tof e 3MB, que foram derrotados rapidamente para a entrada de The Real Americans, na luta de maior duração do Pre-Show. The Real Americans venceram Tons of Funk após um Patriot Lock de Jack Swagger em Brodus Clay. Em seguida vieram The Usos, que foram derrotados rapidamente, de novo após um Patriot Lock se Swagger em Jey Uso. Prime Time Players foram os últimos a entrarem na luta, e a vencerem The Real Americans para se tornarem os desafiantes ao Tag Team Championship.

### Lutas preliminares
Antes do início dos combates, o diretor de operações Triple H foi o ringue para fazer a introdução do evento, sendo interrompido por Paul Heyman e Curtis Axel, que pediam para que a luta entre eles e CM Punk fosse cancelada, sem sucesso. Triple H ainda avisou que Axel enfrentaria Kofi Kingston com seu Intercontinental Championship em jogo. Em seguida, Axel derrotou Kofi Kingston para manter o título.
A próxima luta foi uma Fatal 4-Way entre AJ Lee, Natalya, Brie Bella e Naomi pelo Divas Championship. AJ reteve seu cinturão após fazer Natalya desistir com um Black Widow.
Na sequência, aconteceu a luta pelo World Heavyweight Championship entre Alberto Del Rio e Rob Van Dam, da qual Van Dam saiu vencedor, porém não conquistou o cinturão, já que Del Rio perdeu a luta por desqualificação após chutar Van Dam insistentemente contra as cordas, o que implicou na contagem do juiz, terminando o combate. Após o fim da luta, Del Rio ainda tentou atacar Van Dam com uma cadeira de aço, mas foi impedido por Ricardo Rodriguez, permitindo que Rob Van Dam aplicasse um Van Terminator.
A luta a seguir entre The Miz e Fandango não estava programada para o evento, mas ocorreu, e terminou rapidamente após Miz aplicar um Figure Four Leglock em Fandango, que desistiu.

### Lutas principais
A primeira luta principal foi entre Curtis Axel & Paul Heyman e CM Punk em uma Luta Handicap 2-contra-1 de eliminação sem desqualificações, onde o Gerente geral do Raw, Brad Maddox, impôs a condição de que se Heyman não competisse, seria demitido. Punk enfrentou primeiramente Curtis Axel, que foi vencido em pouco mais de 10 minutos totalmente dominados por Punk. Heyman então foi obrigado a enfrentar e ser humilhado durante 5 minutos por Punk, até que Ryback entrar no ringue e colocar Punk contra uma mesa, dando a vitória a Paul Heyman.
Na luta pelo United States Championship, Dean Ambrose enfrentou Dolph Ziggler e defendeu seu cinturão com sucesso em pouco menos de 10 minutos em uma luta dominada quase que por completa por Ambrose, que venceu após acertar um Headlock driver.
The Shield vs. Prime Time Players foi a luta a seguir, valendo o Tag Team Championship. A luta foi vencida pelos campeões após Roman Reigns acertar um Spear em Titus O'Neil, permitindo que Seth Rollins fizesse a cobertura e vencesse a luta.
O evento principal contou com a luta pelo WWE Championship entre Randy Orton e Daniel Bryan, em que Bryan venceu e se sagrou novo campeão, após uma controversa e polêmica contagem rápida do juiz da luta Scott Armstrong.

## Resultados
| Nº                                          | Resultados | Estipulações                                                                                          | Tempo |
| ------------------------------------------- | --- | --- | ----- |
| Pré- show                                   | The Prime Time Players (Titus O'Neil e Darren Young) derrotou Tons of Funk (Brodus Clay e Tensai), The Usos (Jey e Jimmy), 3MB (Heath Slater e Drew McIntyre) (com Jinder Mahal) e The Real Americans (Jack Swagger e Antonio Cesaro) (com Zeb Colter) | Luta turmoil de duplas para determinar os desafiantes ao Tag Team Championship                        | 11:03 |
| 1                                           | Curtis Axel (c) (com Paul Heyman) derrotou Kofi Kingston | Luta individual pelo Intercontinental Championship                                                    | 13:54 |
| 2                                           | AJ Lee (c) derrotou Natalya, Brie Bella e Naomi por submissão | Luta Fatal 4-Way pelo Divas Championship                                                              | 5:35  |
| 3                                           | Rob Van Dam (com Ricardo Rodríguez) derrotou Alberto Del Rio (c) por desqualificação | Luta individual pelo World Heavyweight Championship                                                   | 13:25 |
| 4                                           | The Miz derrotou Fandango (com Summer Rae) por submissão | Luta individual                                                                                       | 7:53  |
| 5                                           | Curtis Axel e Paul Heyman derrotaram CM Punk | Luta Handicap 2-contra-1 de eliminação sem desqualificações; se Heyman não competisse, seria demitido | 15:48 |
| 6                                           | Dean Ambrose (c) derrotou Dolph Ziggler | Luta individual pelo United States Championship                                                       | 9:51  |
| 7                                           | The Shield (Seth Rollins e Roman Reigns) (c) derrotou The Prime Time Players (Titus O'Neil e Darren Young) | Luta de duplas pelo Tag Team Championship                                                             | 7:31  |
| 8                                           | Daniel Bryan derrotou Randy Orton (c) | Luta individual pelo WWE Championship                                                                 | 17:42 |
| (c) – Refere-se aos campeões antes da luta. | | |       |

↑ Eliminações na luta turmoil de duplas
| Entrada | Dupla                                              | Eliminação | Tempo | Eliminado por      |
| ------- | -------------------------------------------------- | ---------- | ----- | ------------------ |
| 1       | 3MB (Heath Slater e Drew McIntyre)                 | 1          | 01:31 | Tons of Funk       |
| 2       | Tons of Funk (Brodus Clay e Tensai)                | 2          | 04:34 | The Real Americans |
| 3       | The Real Americans (Jack Swagger e Antonio Cesaro) | 4          | 08:37 | Prime Time Players |
| 4       | The Usos (Jey e Jimmy)                             | 3          | 10:19 | The Real Americans |
| 5       | Prime Time Players (Titus O'Neil e Darren Young)   | —          | 11:03 | VENCEDORES         |